# Martin Öhman
Carl Martin Öhman (Floda församling, Södermanland, 4 de setembre de 1887 - Estocolm, 9 de desembre de 1967) fou un tenor, actor i professor de cant suec.
Fill d'un pastor, es va graduar el 1905. Va estudiar a Estocolm a la Reial Acadèmia de Música de Suècia i a Milà al Conservatori Giuseppe Verdi. Va debutar el 1917 al Gran Teatre de Göteborg a Fra Diavolo d'Auber. Durant els anys 1920 i 1930, va aparèixer com un dels cantants d'òpera suecs més famosos. El 1924-25 va treballar a la Metropolitan Opera de Nova York i, des de 1925 fins a 1931, a Staatsoper Unter den Linden de Berlin, abans de tornar a Estocolm, on, des del 1927 fins al 1941, va treballar com a tenor solista a la Kungliga Operan. També va cantar a París, Praga, Viena, al Liceu de Barcelona, Budapest i Hamburg.
El seu repertori se centra principalment en els papers de tenor wagnerià, però també en obres de Verdi, Janáček, Saint-Saëns o Leoncavallo.
Quatre esposes marquen la seva vida matrimonial:
- 1920 : Anna Rydberg
- 1924 : Anna Robenne
- 1927-1943 : Isobel Ghasal, soprano líbia d'origen persa
- 1957 : Anna-Lisa Thorsson-Öhman, nascuda Lundberg